# Kingdom Builder
\Kingdom Builder (letteralmente "costruttore del regno") è un gioco da tavolo in stile tedesco progettato da Donald X. Vaccarino e pubblicato nel 2011 dalla Queen Games con illustrazioni di Oliver Schlemmer in tedesco, inglese e in versione internazionale (inglese, francese, spagnolo, tedesco). Un'edizione finnico-svedese è stata pubblicata nel 2011 dalla lautapelit.fi.
Il gioco ha vinto lo Spiel des Jahres 2012.

## Regolamento

### Descrizione
Kingdom Builder è un gioco di sviluppo, come Coloni di Catan in cui ogni giocatore crea un regno piazzando le abitazioni dei colonizzatori in varie posizioni. Il vincitore è il giocatore con più oro al termine del gioco. Comunque l'oro viene assegnato solo al termine della partita secondo le tre carte "Kingdom Builder" pescate casualmente all'inizio del gioco tra le dieci possibili. Per esempio una carta "Kindom Builder" può assegnare oro per ogni insediamento vicino alle montagne, mentre un'altra assegna oro per gli insediamenti di dimensioni maggiori.

### Componenti
Otto sezioni di mappa su cui è sovrimpressa una griglia esagonale. Ci sono nove tipi di terreno, su cinque di essi sono edificabili (canyon, deserto, campo di fiori, foresta, prato) e quattro non lo sono (castello, "locazione", montagna, acqua).
- Un mazzo di carte che rappresentano i cinque terreni edificabili
- Otto tessere differenti di "locazioni"
- 40 case ("insediamenti") e una pedina segnapunto per ogni giocatore
- 10 differenti carte "Kingdom Builder" (ovvero regole per l'assegnazione del punteggio)

### Preparazione
Si scelgono casualmente 4 sezioni di mappa che formano il tavoliere, quindi su ogni esagono "locazione" si piazzano due tessere locazione. Il mazzo di carte terreno viene mescolato e piazzato a faccia in giù. Si pescano e si mostrano tre carte Kingdom Builder. Ogni giocatore riceve i 40 insediamenti del suo colore e pesca una carta terreno dal mazzo.

### Sequenza di gioco
A partire dal primo giocatore e procedendo in senso orario i giocatori giocano il proprio turno. Nel suo turno un giocatore esegue:
- un'azione obbligatoria: mostra la carta terreno pescata nel turno precedente e piazza tre insediamenti su degli esagoni liberi di quel tipo di terreno, rispettando le regole di piazzamento degli insediamenti.
- possibile una o più azione extra: per ogni tessera locazione che un giocatore ha accumulato nei turni precedenti può eseguire un'azione extra permessa da quella tessera (cioè piazzare un insediamento aggiuntivo o spostare un insediamento esistente). Questo può essere fatto prima o dopo l'azione obbligatoria.

Collezionare tessere posizione: ogni volta che un giocatore costruisce un insediamento adiacente a un esagono locazione pesca immediatamente una tessera posizione se una è ancora disponibile in quel sito ed è la prima che pesca da quello specifico sito. Il giocatore deve scartare quella tessera se sposta l'insediamento in una posizione non più adiacente a quell'esagono.
Al termine del suo turno il giocatore scarta la sua carta terreno e pesca una carta per rimpiazzarla.
Il gioco termina alla fine del ciclo nel quale almeno un giocatore ha piazzato il suo ultimo insediamento. Quindi ogni giocatore totalizza il suo oro secondo quanto indicato dalla carte Kingdom Builder pescate a inizio partita. Vince il giocatore con più oro.

### Piazzamento degli insediamenti
Nel piazzare gli insediamenti si devono rispettare le seguenti regole
1. Un solo insediamento per esagono
2. Un giocatore può costruire un insediamento su un canyon, deserto, campo di fiori, foresta o prato, ma la tessera locazione harbor ("porto") permette di spostare un insediamento esistente a un esagono d'acqua
3. Se è possibile un giocatore deve costruire o spostare un insediamento in una posizione adiacente a uno dei suoi insediamenti già piazzati, a meno che non usi la tessera locazione paddock ("recinto per cavalli")
4. Un giocatore deve costruire o spostare un insediamento sullo stesso tipo di terreno della carta giocata a meno che una tessera locazione non dica diversamente (fattoria, oasi, porto) o lo permetta (torre, taverna, recinto per cavalli)

## Premi e riconoscimenti
- 2012
  - Spiel des Jahres: vincitore[2];
  - BoardGameGeek Golden Geek: Miglior gioco astratto[3];
- 2021 - Juego del Año: vincitore[4];